# Evan Dunham
Pour les articles homonymes, voir Dunham (homonymie).
Evan Neil Dunham, né le 18 décembre 1981 à Eugene dans l'Oregon, est un pratiquant professionnel américain d'arts martiaux mixtes (MMA). Il combat actuellement à l'Ultimate Fighting Championship dans la catégorie des poids légers.

## Distinctions
- Ultimate Fighting Championship
  - Combat de la soirée (quatre fois) (contre Sean Sherk/contre Nik Lentz/contre T.J. Grant/contre Rick Glenn)
  - Soumission de la soirée (une fois)

## Palmarès en arts martiaux mixtes
| 28 combats     | 18 victoires | 9 défaites |
| Par KO         | 3            | 4          |
| Par soumission | 6            | 2          |
| Sur décision   | 9            | 3          |
| Égalités       | 1            | 1          |

| Résultat | Record | Adversaire            | Méthode                                        | Événement                                | Date              | Round | Temps | Lieu                                       | Notes                    |
| -------- | ------ | --------------------- | ---------------------------------------------- | ---------------------------------------- | ----------------- | ----- | ----- | ------------------------------------------ | ------------------------ |
| Défaite  | 18-9-1 | Herbert Burns         | Soumission (étranglement arrière)              | UFC 250 - Nunes vs. Spencer              | 6 juin 2020       | 1     | 1:20  | Las Vegas, Nevada, États-Unis              |                          |
| Défaite  | 18-8-1 | Francisco Trinaldo    | KO (genou sur le corps)                        | UFC Fight Night 137 - Santos vs. Anders  | 22 septembre 2018 | 2     | 4:10  | São Paulo, Brésil                          |                          |
| Défaite  | 18-7-1 | Olivier Aubin-Mercier | TKO (genou et poings)                          | UFC 223 - Khabib vs. Iaquinta            | 7 avril 2018      | 1     | 0:53  | Brooklyn, New York, États-Unis             |                          |
| Égalité  | 18-6-1 | Beneil Dariush        | Égalité (majorité)                             | UFC 216 - Ferguson vs. Lee               | 7 octobre 2017    | 3     | 5:00  | Las Vegas, Nevada, États-Unis              |                          |
| Victoire | 18-6   | Rick Glenn            | Décision unanime                               | UFC Fight Night: Poirier vs. Johnson     | 17 septembre 2016 | 3     | 5:00  | Hidalgo, Texas, États-Unis                 |                          |
| Victoire | 17-6   | Joe Lauzon            | Décision unanime                               | The Ultimate Fighter 22 Finale           | 11 décembre 2015  | 3     | 5:00  | Las Vegas, Nevada, États-Unis              |                          |
| Victoire | 16-6   | Ross Pearson          | Décision unanime                               | UFC Fight Night: Bisping vs. Leites      | 18 juillet 2015   | 3     | 5:00  | Glasgow, Écosse                            |                          |
| Victoire | 15-6   | Rodrigo Damm          | Décision unanime                               | UFC 182: Jones vs. Cormier               | 3 janvier 2015    | 3     | 5:00  | Las Vegas, Nevada, États-Unis              |                          |
| Défaite  | 14-6   | Edson Barboza         | TKO (coup de pied au ventre et coups de poing) | UFC Fight Night: Cerrone vs. Miller      | 16 juillet 2014   | 1     | 3:06  | Atlantic City, New Jersey, États-Unis      |                          |
| Défaite  | 14-5   | Donald Cerrone        | Soumission (étranglement en triangle)          | UFC 167: St-Pierre vs. Hendricks         | 16 novembre 2013  | 2     | 3:49  | Las Vegas, Nevada, États-Unis              |                          |
| Défaite  | 14-4   | Rafael dos Anjos      | Décision unanime                               | UFC on FX: Belfort vs. Rockhold          | 18 mars 2013      | 3     | 5:00  | Jaraguá do Sul, Santa Catarina, Brésil     |                          |
| Victoire | 14-3   | Gleison Tibau         | Décision partagée                              | UFC 156: Aldo vs. Edgar                  | 2 février 2013    | 3     | 5:00  | Las Vegas, Nevada, États-Unis              |                          |
| Défaite  | 13-3   | T.J. Grant            | Décision unanime                               | UFC 152: Jones vs. Belfort               | 23 février 2013   | 3     | 5:00  | Toronto, Ontario, Canada                   | Combat de la soirée.     |
| Victoire | 13-2   | Nik Lentz             | TKO (arrêt du médecin)                         | UFC on Fox: Evans vs. Davis              | 28 janvier 2012   | 2     | 5:00  | Chicago, Illinois, États-Unis              | Combat de la soirée.     |
| Victoire | 12-2   | Shamar Bailey         | Décision unanime                               | UFC Fight Night: Shields vs. Ellenberger | 17 septembre 2011 | 3     | 5:00  | La Nouvelle-Orléans, Louisiane, États-Unis |                          |
| Défaite  | 11-2   | Melvin Guillard       | TKO (coups de genou)                           | UFC: Fight for the Troops 2              | 22 janvier 2011   | 1     | 2:58  | Fort Hood, Texas, États-Unis               | Combat de la soirée.     |
| Défaite  | 11-1   | Sean Sherk            | Décision partagé                               | UFC 119: Mir vs. Cro Cop                 | 25 septembre 2010 | 3     | 5:00  | Indianapolis, Indiana, États-Unis          | Combat de la soirée.     |
| Victoire | 11-0   | Tyson Griffin         | Décision partagée                              | UFC 115: Liddell vs. Franklin            | 12 juin 2010      | 3     | 5:00  | Vancouver, Colombie-Britannique, Canada    |                          |
| Victoire | 10-0   | Efraín Escudero       | Soumission (clé de bras)                       | UFC Fight Night: Maynard vs. Diaz        | 11 janvier 2010   | 3     | 1:59  | Fairfax, Virginie, États-Unis              | Soumission de la soirée. |
| Victoire | 9-0    | Marcus Aurélio        | Décision partagée                              | UFC 102: Couture vs. Nogueira            | 29 août 2009      | 3     | 5:00  | Portland, Oregon, États-Unis               |                          |
| Victoire | 8-0    | Per Eklund            | TKO (coups de poing)                           | UFC 95: Sanchez vs. Stevenson            | 21 février 2009   | 1     | 2:13  | Londres, Angleterre                        |                          |
| Victoire | 7-0    | Dustin Akbari         | Soumission (étranglement arrière)              | PFC 12: High Stakes                      | 22 janvier 2009   | 3     | 0:40  | Lemoore, Californie, États-Unis            |                          |
| Victoire | 6-0    | Eben Kaneshiro        | TKO (coups de poing)                           | RFC: Bragging Rights II                  | 13 septembre 2008 | 2     | 3:05  | Eugene, Oregon, États-Unis                 |                          |
| Victoire | 5-0    | Cleber Luciano        | Soumission (étranglement en guillotine)        | PFP: Ring of Fire                        | 9 décembre 2007   | 3     | N/A   | Quezon City, Philippines                   |                          |
| Victoire | 4-0    | Talon Hoffman         | Soumission (étranglement en guillotine)        | DesertBrawl                              | 28 septembre 2007 | 1     | 0:38  | Bend, Oregon, États-Unis                   |                          |
| Victoire | 3-0    | Mark Daoust           | Soumission (étranglement arrière)              | Elite Warriors Championship              | 2 juin 2007       | 1     | 3:46  | Portland, Oregon, États-Unis               |                          |
| Victoire | 2-0    | Nassor Lewis          | Soumission (clé de bras)                       | Rise FC 2: Hawaii vs. Mainland           | 28 avril 2007     | 1     | 1:16  | Eugene, Oregon, États-Unis                 |                          |
| Victoire | 1-0    | Gabriel Martinez      | Décision unanime                               | GC 62: Sprawl or Brawl                   | 14 avril 2007     | 2     | 5:00  | Lakeport, Californie, États-Unis           |                          |